# Three Jumps Ahead
Three Jumps Ahead is een Amerikaanse western uit 1923. Het is een verfilming van het verhaal The Hostage, dit was aanvankelijk ook de werktitel van deze film. Diverse scènes waren opgenomen in Beale's Cut, een doorgang in het San Gabriel en Santa Susanagebergte ten noorden van Los Angeles. De stomme film is verloren gegaan.
Voor een spectaculaire stunt waarbij op een paard werd gesprongen, was Tom Mix gedwongen een dubbelganger te gebruiken.

## Verhaal
Steve McLean (Tom Mix) en zijn oom worden door misdadigers gevangengenomen en meegenomen naar een schuilplaats waar ze John Darrell (Joseph W. Girard) ontmoeten, die al twee jaar vast zit. Darrell ontsnapt en de bendeleider belooft McLean hem de vrijheid als hij hem terugbrengt. McLean gaat hiermee akkoord en ontmoet onderweg Ann (Alma Bennett), op wie hij dolverliefd wordt. Hij weet Darrell te vangen en brengt hem terug. Maar dan ontdekt hij dat Darrell de vader van Ann is, en hij besluit hem te redden.

## Rolverdeling
| Acteur                 | Personage    |
| ---------------------- | ------------ |
| Tom Mix                | Steve McLean |
| Alma Bennett           | Ann Darrell  |
| Edward Peil            | Buck Taggitt |
| Joseph W. Girard       | John Darrell |
| Virginia True Boardman | Mrs. Darrell |
| Margaret Joslin        | Alicia       |
| Francis Ford           | Ben McLean   |
| Harry Todd             | Lige McLean  |
| Tony het paard         | Tony         |